# Tall Kalach
Tall Kalach, Talkalach (arab. تل كلخ) – miasto w Syrii, w muhafazie Hims. W 2004 roku liczyło 18 412 mieszkańców.